# Huastecacris truncatipennis
Huastecacris truncatipennis är en insektsart som först beskrevs av Scudder, S.H. 1897.  Huastecacris truncatipennis ingår i släktet Huastecacris och familjen gräshoppor. Inga underarter finns listade i Catalogue of Life.